# Йерусалим
 Тази статия е за града.  За операта вижте Йерусалим (опера).  
Йерусалим (на иврит: ירושלים, [jeruʃaˈlajim]; на арабски: القدس, [ˈaːɫ ˈquːdsˤ]) или Ерусалим е град в източен Израел, административен център на Йерусалимски окръг. Населението му е около 936 425 души (2019).
Разположен на плато в Юдейските планини между Средиземно и Мъртво море, Йерусалим е един от най-древните градове в света и е смятан за свещен от трите главни авраамически религии – юдаизъм, християнство и ислям. И Израел, и Палестина смятат града за своя столица, като основните израелски държавни институции действително са разположени в града, а палестинците се стремят също да преместят своите там. Претенциите и на двете страни нямат широко международно признание, като повечето държави поддържат посолства в бившата столица Тел Авив.

## География

### Разположение
Йерусалим се намира на около 60 km източно от Тел Авив и Средиземно море. В източна посока на около 35 km се намира Мъртво море, най-ниско разположеният воден басейн в света. Сред съседните градове са Витлеем и Бейт Джала на юг, Абу Дис и Маале Адумим на изток, Мевасарет Цион на запад, Рамала и Гиват Зеев на север.
Йерусалим е разположен в южната част на плато, което е част от Юдейските планини и включва Елеонския хълм на изток и хълма Скопий на североизток от центъра на града. Надморската височина на Стария град е около 760 m. Градът е заобиколен от долини и сухи речни корита (уади). Долините Кедрон, Еном и Тиропоейон се събират близо до южния край на Стария град. Долината Кедрон продължава източно от Стария град и го отделя от Елеонския хълм. По южния край на Стария град е разположена долината Еном, свързвана с библейската Геена. Долината Тиропоейон започва на северозапад, близо до Дамаската порта, продължава на юг-югоизток през центъра на Стария град до извора Силоам, а след това отделя разположения източно Храмов хълм от останалата част на града. В наши дни тази долина е скрита от остатъците от човешка дейност, натрупани през вековете.
Водоснабдяването винаги е било сериозен проблем за Йерусалим, за което свидетелства сложната мрежа от древни акведукти, тунели, водоеми и подземни резервоари, открити в града. В библейската епоха Йерусалим е обграден с гори от бадеми, маслини и борове. След векове на военни действия и безразборна експлоатация, днес те са напълно унищожени. По тази причина земеделците от околностите на града от дълго време изграждат каменни тераси по склоновете, за да предотвратят ерозията на почвата, и тази практика е оставила видими следи в днешния вид на Йерусалим.

### Климат
Климатът на Йерусалим е средиземноморски (Csa по Кьопен) с горещо и сухо лято и мека и влажна зима. Превалявания от сняг обикновено има по един-два пъти всяка зима, а през 3 – 4 години има и по-сериозни снеговалежи, при които се задържа краткотрайна снежна покривка.
Януари е най-хладният месец в годината със средна температура 9,1 °C, а най-горещи са юли и август със средна температура 24,2 °C. Средните годишни валежи са около 550 mm, като през летните месеци най-често изобщо не вали, а повечето валежи падат между октомври и май.
| Климатични данни за Йерусалим (1881 – 2007) | Климатични данни за Йерусалим (1881 – 2007) | Климатични данни за Йерусалим (1881 – 2007) | Климатични данни за Йерусалим (1881 – 2007) | Климатични данни за Йерусалим (1881 – 2007) | Климатични данни за Йерусалим (1881 – 2007) | Климатични данни за Йерусалим (1881 – 2007) | Климатични данни за Йерусалим (1881 – 2007) | Климатични данни за Йерусалим (1881 – 2007) | Климатични данни за Йерусалим (1881 – 2007) | Климатични данни за Йерусалим (1881 – 2007) | Климатични данни за Йерусалим (1881 – 2007) | Климатични данни за Йерусалим (1881 – 2007) | Климатични данни за Йерусалим (1881 – 2007) |
| Месеци                                      | яну.                                        | фев.                                        | март                                        | апр.                                        | май                                         | юни                                         | юли                                         | авг.                                        | сеп.                                        | окт.                                        | ное.                                        | дек.                                        | Годишно                                     |
| Абсолютни максимални температури (°C)       | 23,4                                        | 25,3                                        | 27,6                                        | 35,3                                        | 37,2                                        | 36,8                                        | 40,6                                        | 44,4                                        | 37,8                                        | 33,8                                        | 29,4                                        | 26                                          | 44,4                                        |
| Средни максимални температури (°C)          | 11,8                                        | 12,6                                        | 15,4                                        | 21,5                                        | 25,3                                        | 27,6                                        | 29,0                                        | 29,4                                        | 28,2                                        | 24,7                                        | 18,8                                        | 14,0                                        | 21,5                                        |
| Средни температури (°C)                     | 9,1                                         | 9,5                                         | 11,9                                        | 17,1                                        | 20,5                                        | 22,7                                        | 24,2                                        | 24,5                                        | 23,4                                        | 20,7                                        | 15,6                                        | 11,2                                        | 17,5                                        |
| Средни минимални температури (°C)           | 6,4                                         | 6,4                                         | 8,4                                         | 12,6                                        | 15,7                                        | 17,8                                        | 19,4                                        | 19,5                                        | 18,6                                        | 16,6                                        | 12,3                                        | 8,4                                         | 13,5                                        |
| Абсолютни минимални температури (°C)        | −6,7                                        | −2,4                                        | −0,3                                        | 0,8                                         | 7,6                                         | 11                                          | 14,6                                        | 15,5                                        | 13,2                                        | 9,8                                         | 1,8                                         | 0,2                                         | −6,7                                        |
| Средни месечни валежи (mm)                  | 133,2                                       | 118,3                                       | 92,7                                        | 24,5                                        | 3,2                                         | 0                                           | 0                                           | 0                                           | 0                                           | 15,4                                        | 60,8                                        | 105,7                                       | 554,1                                       |
| ------------------------------------------- | ------------------------------------------- | ------------------------------------------- | ------------------------------------------- | ------------------------------------------- | ------------------------------------------- | ------------------------------------------- | ------------------------------------------- | ------------------------------------------- | ------------------------------------------- | ------------------------------------------- | ------------------------------------------- | ------------------------------------------- | ------------------------------------------- |
| Източник: Israel Meteorological Service     |                                             |                                             |                                             |                                             |                                             |                                             |                                             |                                             |                                             |                                             |                                             |                                             |                                             |

### Квартали на града
| Карта                 | Квартали |
| --------------------- | --- |
| Квартали на Йерусалим | - Abu Tor - Стар град - At-Tur - Летище Атарот - Bab a-Zahara - Baka - Bayit VeGan - Beit HaKerem - En Kerem - French Hill (Giv'at Shapira) - Gilo - Giva Ram - Har Choma - Mea Shearim - Nof Zion - Pisgat Ze`ev - Ramat Eshkol - Ramat Rachel - Rehavia - Scheich Scharra - Silwan - Talpiot - Talpiot Ost - Umm Tuba - Yemin Moshe |

## История
Първите данни за съществуването на Йерусалим се отнасят към средата на 2 хилядолетие пр.н.е. Влиза в състава на много древни и средновековни държави. Твърде малко се знае за цитаделата, наричана Йевус, която Давид превзема през 1000 пр.н.е. и след като променя името ѝ, прави от нея средище на еврейския народ през 1004 пр.н.е.. Неговият син Соломон построява храм, крепостни стени и дворец.
След смъртта на Соломон политическото и религиозното значение на Йерусалим запада. Разорен от вавилонския владетел Навуходоносор II, който опожарява Соломоновия храм (587 пр.н.е.), градът е изграден отново по нареждане на цар Кир Велики.
По-късно попада под владичеството на египетските Птолемеи и азиатските Селевкиди. Отвоюван от Макавеите на Ханука през 168 пр.н.е.. Ирод Велики († март 4 пр.н.е.) разширява, доиздига и доукрасява построения на мястото на някогашния Йерусалимски храм – Втори храм. В 140 г. пр.н.е. Йерусалим става столица на династията на Макавеите. През 63 г. пр.н.е. Йерусалим е завладян от римляните начело с Помпей Велики, които поверяват управлението му на Ирод Антипа. Йерусалим става част от римската провинция Палестина.
Почти веднага след смъртта на Ирод Велики († март 4 пр.н.е.) Юдея е присъединена към римската провинция Сирия и е управлявана от прокуратори, най-известен от които е Пилат Понтийски. По време на неговото управление е разпнат Исус Христос.
За да заличат следите на разпространяващото се християнство, владетелите на града изравят пръстта на местата, смятани от християните за свети, и я изнасят извън града.
След Първото еврейско въстание с последвалата го война през 70 г. Тит завладява отново града и го разрушава. На негово място в началото на II век император Адриан създава римската колония Елия Капитолина, което е сред причините за въстанието на Бар Кохба. Елия Капитолина остава официалното име на Йерусалим до превземането му от мюсюлманите през 638 година.
Константин Велики във връзка с налагането на християнството за официална религия в Римската империя след Миланския едикт, и последвалите го византийски императори издигат наново Йерусалим и го утвърждават като „свят град“, но упадъкът на Византийската империя спира неговото развитие.
Завладян от персите при Хозрой II (614 г.), отвоюван от Ираклий (629 г.) и завладян от арабите при халифа Омар (638 г.), Йерусалим е последователно под властта на Омаядите, Абасидите и Фатимидите.
През 1099 г. по време на Първия кръстоносен поход е превзет от кръстоносците, и те го владеят до 1187 г., когато Саладин го отвоюва. Между 1517 и 1917 г. Йерусалим е в границите на Османската империя. През декември 1917 г., в периода на Първата световна война, градът е превзет от британците.
От 1920 г. до 1947 г. е административен център на Палестина (под британски мандат). По решение на ООН през 1947 г. е отделен като самостоятелна административна единица. В резултат на Арабско-израелската война (1948 – 1949 г.) градът е разделен между Израел (западна част) и Йордания (източна част). През 1950 г. правителството на Израел обявява западната част на Йерусалим за столица на страната, а през 1967 г. анексира и източната част на града.
С решение на ООН (1967 – 1971 г.) са отменени всички опити за анексия на Йерусалим.

## Население
| Година | Юдеи    | Мюсюлмани | Християни | Общо    |
| ------ | ------- | --------- | --------- | ------- |
| 1538   | 115     | 19 750    | -         | -       |
| 1553   | 163     | 20 850    | -         | -       |
| 1562   | 200     | 21 450    | -         | -       |
| 1844   | 712     | 35 000    | 3,390     | 39 102  |
| 1876   | 1,200   | 37 560    | 5,470     | 44 230  |
| 1896   | 2,811   | 39 760    | 8,750     | 51 320  |
| 1922   | 3,400   | 44 400    | 14 700    | 62 500  |
| 1931   | 21 200  | 51 900    | 19 300    | 92 400  |
| 1944   | 57 000  | 59 600    | 29 400    | 146 000 |
| 1948   | -       | -         | -         | 84 000  |
| 2010   | 507 000 | 250 000   | 15 600    | 780 200 |

Към края на 2008 година населението на Йерусалим е 763 600 души, от които 64% са евреи, 32% – мюсюлмани и 2% – християни, при гъстота на населението около 5750 души на квадратен километър.
Общият механичен прираст на града е отрицателен, като през 2005 година 16 хиляди души напускат Йерусалим, а само 10 хиляди се заселват там. Въпреки това населението на града нараства с темпове, близки до средните за Израел, което се дължи на относително високата раждаемост, главно сред харедистката и арабската общност. Така коефициентът на плодовидост за града е 4,02, значително над средния за страната (2,90) или този за Тел Авив (1,98).
Тенденцията от последните десетилетия е делът на евреите в населението на Йерусалим да намалява, което се дължи на по-високата раждаемост сред мюсюлманите и изселването на евреи от града. През 1967 година евреите са 74% от жителите, като за четири десетилетия тази стойност намалява с десет процентни пункта. Сред причините за това е изселването на евреи към предградията или крайбрежието в търсене на по-евтини жилища и нерелигиозен начин на живот.
Докато за някои израелци Йерусалим изглежда беден, занемарен и затънал в религиозни и политически противоречия, за палестинците градът е привлекателен със значително по-големите възможности за работа и с по-добрите здравни, образователни и социални услуги от всеки град на Западния бряг или Ивицата „Газа“. Палестинците без израелско гражданство, които живеят постоянно в Йерусалим, се ползват и с някои административни улеснения при пътуване и работа в останалата част от Израел.

## Икономика
Исторически погледнато икономиката на Йерусалим е била подкрепена единствено от религиозните поклонници, тъй като градът е разположен далече от големите пристанища в Яфо и Газа. Религиозните забележителности на Йерусалим до днес се посещават от много чужденци, който най-често посещават Стената на плача и Стария град, но през последите 50 години става ясно, че Йерусалим не може да се издържа единствено от религиозната си значимост.
Въпреки че много статистически данни показват икономическия растеж в града, от 1967 г. насам Източен Йерусалим изостава в развитието си спрямо Западен Йерусалим. Въпреки това броя на домакинствата с работещи хора е по-голям за арабските домакинства (76,1%), отколкото при еврейските (66,8%). Безработицата в Йерусалим (8,3%) е малко по-ниска от средната за страната (9%), въпреки че цивилната работна сила е по-малка от половината от населението над 15 години – по-ниско от това в Тел Авив (58%) и Хайфа (52,4%). Бедността в града се е увеличила през последните години. Според доклад на Асоциацията за граждански права в Израел (ACRI) 78% от палестинците през 2012 г. живеят в бедност. Докато ACRI приписва увеличението на бедността на липсата на работни места, инфраструктурата и влошаващата се образователна система, Ир Амим обвинява за това легалният статус на палестинците в Йерусалим. През 2006 г. средната месечна работна заплата в Йерусалим е 5940 шекела, с 1350 шекела по-малко от средната заплата в Тел Авив.
По време на Британския мандат е прокаран закон, който задължава всички сгради да бъдат строени от Йерусалимски камъни, за да се запази уникалният исторически и естетически характер на града. В допълнение към този закон, който все още е в сила, в Йерусалим липсва голяма тежка индустрия. Само 2,2% от територията на Йерусалим се използва за индустрията и инфраструктурата. За сравнение същата зона в процентно съотношение в Тел Авив е 2 пъти по-голяма, а в Хаифа е 7 пъти по-голяма. Само 8,5% от работната сила в Йерусалим е в производствения сектор, около половината от средната стойност за страната – 15,8%. По-високи от средните проценти на заетост са в областта на образованието (17,9% срещу 12,7%), здравеопазването (12,6% срещу 10,7%), обществените и социални услуги (6,4% срещу 4,7%), хотелите и ресторантите (6,1% срещу 4,7%) и публичната администрация (8,2% срещу 4,7%). Въпреки че Тел Авив остава финансовият център на Израел, голям брой компании се местят в Йерусалим. Индустриалният парк Хар Хотцвим в северен Йерусалим е дом на някои от най-големите корпорации в Израел като Интел, TEVA, Офир Оптроникс и ECI Телеком. Плановете на за разширяване на парка предвиждат сто предприятия, пожарна и училище, които обхващат площ от 530 000 m².
От създаването на Израел, държавното правителство остава основният играч в икономиката на Йерусалим. Правителството, намиращо се в Йерусалим, генерира голям брой работни места и предлага субсидии и стимули за нови бизнес инициативи.

## Инфраструктура
Пътното движение е основен източник на замърсяване на въздуха в града. Промишлените източници на замърсяване в самия град са малко, но до града може да достига замърсен въздух от по-индустриализираните крайбрежни области на запад.

## Култура

### Спорт
Двата най-популярни спорта са футбол и баскетбол. Един от най-популярните отбори в Израел е Бейтар Йерусалим. Негови фенове са редица политически фигури, които често посещават мачовете му. Другият голям отбор на Йерусалим и противник на Бейтар е Хапоел Йерусалим. Докато Бейтар е бил шампион на Израелската държавна купа седем пъти, Хапоел е бил само един. Бейтар печели висшата лига шест пъти, докато Хапоел все още не е успял. Бейтар играе във висшата лига, докато Хапоел играе в Лига Леумит. От отварянето си стадион Теди е основният стадион на Йерусалим с капацитет от 21 600 места. Най-популярният палестински футболен клуб е Джабал ал Мукабер, който играе във Висшата лига на Западния бряг. Отборът е от Скопий, част е от Азиатската футболна конфедерация и играе на международния стадион Файсал ал-Хюсейни в Ал-Рам, от другата страна на бариерата със Западния бряг.
В баскетбола Хапоел Йерусалим играе във висшата лига. Клубът е спечелил държавната купа три пъти, както и Купа УЛЕБ през 2004 г.

## Известни личности
Родени в Йерусалим
- Аврам Ман. Акимович, македоно-одрински опълченец, 37-годишен, IV клас, Нестроева рота на 11 сярска дружина, носител на орден „За храброст“ IV степен[24]
- Ясер Арафат (1929 – 2004), политик
- Мордехай Елияху (1929 – 2010), равин
- Исак Лурия (1534 – 1572), равин
- Натали Портман (р. 1981), американска актриса
- Ицхак Рабин (1922 – 1995), политик
- Суха Тавил (р. 1963), общественичка
- Христофор Хесапчиев, български генерал
- Александра Фейгин (р. 2002), българска състезателка по фигурно пързаляне

Починали в Йерусалим
- Нахман Авигад (1905 – 1992), археолог
- Шмуел Йосеф Агнон (1888 – 1970), писател
- Иехуда Амихай (1924 – 2000), писател
- Анна бен Анна (? – 68), първосвещеник
- Белармино Багати (1905 – 1990), италиански археолог
- Анастасия Димитрова (1815 – 1894), българска учителка
- Мордехай Елияху (1929 – 2010), равин
- Леви Ешкол (1895 – 1969), политик
- Исус Христос Спасителя (4 пр. Хр.-30), Син Божий за християните
- Голда Меир (1898 – 1978), политик
- Леополд Трепер (1904 – 1982), съветски разузнавач
- Хилел (? – 10), равин

## Други
На Йерусалим е наречена улица в квартал „Младост 1“ в София (Карта).

## Галерия
- Кнесетът
- Върховният съд
- Министерството на външните работи
- Централната банка
- Националният щаб на полицията
- Резиденцията на министър-председателя